# Peter Joseph Brennan
Peter Joseph Brennan, né le 24 mai 1918 à New York (New York) et mort le 2 octobre 1996 à Massapequa (New York), est un homme politique américain. Membre du Parti démocrate, il est secrétaire au Travail entre 1973 et 1975 dans l'administration du président Richard Nixon et dans celle de son successeur Gerald Ford.

## Biographie
Il est président du Building and Construction Trades Council of Greater New York et du Building and Construction Trades Council of New York. Il s'oppose fermement aux mesures de discrimination positive.